# Белимел
Бе́лимел (болг. Белимел) — село в Монтанській області Болгарії. Входить до складу общини Чипровці.

## Населення
За даними перепису населення 2011 року у селі проживали 253 особи, з них 245 осіб (99,6%) — болгари.
Розподіл населення за віком у 2011 році:
Динаміка населення: